# تين ديكرز
تين ديكرز (بالهولندية: Tin Dekkers)‏ (18 سبتمبر 1916 – 8 أكتوبر 2005) هو ملاكم هولندي راحل، مثّل بلاده في الألعاب الأولمبية الصيفية 1936.

## روابط خارجية
تين ديكرز على موقع أوليمبيديا (الإنجليزية)